# Briefmarken-Jahrgang 1923 des Saargebiets
Der Briefmarken-Jahrgang 1923 des Saargebiets umfasste in Ergänzung zur Freimarkenausgabe des Jahrs 1922 im Oktober 1923 ausgegebene vier weitere Marken in geänderten Farben (Nr. 98 – 101), aber in den Zeichnungen des Jahrs 1922. Die Dienstmarken werden nicht in diesem Artikel behandelt.

## Übersicht über die Ausgaben
Die Marken wurden wieder in der Druckerei Imprimerie Hélio Vaugirard in Paris im Buchdruckverfahren hergestellt und wiesen verschiedene Darstellungen aus dem Saargebiet auf. Die Auflage für die Jahre 1922 und 1923 betrug 120.000 vollständige Sätze.

## Liste der Ausgaben
Legende
- Bild: Eine bearbeitete Abbildung der genannten Marke. Das Verhältnis der Größe der Briefmarken zueinander ist in diesem Artikel annähernd maßstabsgerecht dargestellt. Sollten keine Marken abgebildet sein, liegt es daran, dass das Urheberrecht des Künstlers noch nicht erloschen ist.
- Beschreibung: Eine Kurzbeschreibung des Motivs und/oder des Ausgabegrundes. Bei ausgegebenen Serien oder Blocks werden die zusammengehörigen Beschreibungen mit einer Markierung versehen eingerückt.
- Wert: Der Frankaturwert der einzelnen Marke in Saar-Franken. Ein „+“ bedeutet, dass es sich um eine Zuschlagsmarke handelt (= Frankaturwert + Spende).
- Ausgabedatum: Das Datum des erstmaligen Verkaufs dieser Briefmarke.
- Gültig bis: Das Datum, an dem die Gültigkeit endete.
- Auflage: Soweit bekannt, wird hier die zum Verkauf angebotene Anzahl dieser Ausgabe angegeben.
- Entwurf: Soweit bekannt, wird hier angegeben, von wem der Entwurf dieser Marke stammt.
- Mi.-Nr.: Diese Briefmarke wird im Michel-Katalog unter der entsprechenden Nummer gelistet.

| Freimarken | Freimarken                                                        | Freimarken         | Freimarken            | Freimarken        | Freimarken | Freimarken   | Freimarken |
| ---------- | ----------------------------------------------------------------- | ------------------ | --------------------- | ----------------- | ---------- | ------------ | ---------- |
| Bild       | Beschreibung                                                      | Werte in cent./Fr. | Ausgabe- datum (1921) | gültig bis        | Auflage    | Aufdruck auf | MiNr.      |
| -          | Freimarkenausgabe 1922 - Drahtseilbahn Fenne                      | 15 centimes        | Oktober               | 31. Dezember 1933 | unbekannt  | -            | 98         |
|            | Freimarkenausgabe 1922 - Neues Rathaus Saarbrücken St. Johann     | 20 centimes        | Oktober               | 31. Dezember 1933 | unbekannt  | -            | 99         |
| -          | Freimarkenausgabe 1922 - Neues Rathaus Saarbrücken St. Johann     | 25 centimes        | Oktober               | 31. Dezember 1933 | unbekannt  | -            | 100        |
| -          | Freimarkenausgabe 1922 - Steingutfabrik in Mettlach (ehem. Abtei) | 75 centimes        | Oktober               | 31. Dezember 1933 | unbekannt  | -            | 101        |